# 그림 형제
그림 형제는 독일의 동화 작가 야코프 그림(독일어: Jacob Grimm)과 빌헬름 그림(독일어: Wilhelm Grimm)이다. 두 형제는 모두 언어학을 전공했고, 함께 여러 동화를 썼다. 유로화가 도입되기 이전에, 1000 마르크짜리 독일 지폐에는 그림 형제의 모습이 실려 있었다. 독일 민중들을 통해 구전되던 이야기들을 수집하여 편집한 《그림 동화》로 유명하다. 한편, 그림 형제는 언어학을 연구하여 독일어의 음운 변화에 관한 법칙을 정립하기도 하였다. 그들은 자기들만의 동화를 쓰기도 하였다.
그림 형제는 유럽에서 가장 널리 알려진 중편 소설 작가로 유명하나 실제로는 두 사람 모두 언어학자이고 문헌학자이다. 백설공주, 잠자는 숲 속의 미녀, 라푼젤, 개구리 왕자, 헨젤과 그레텔, 늑대와 일곱 마리 아기 염소, 브레멘 음악대와 같은 작품이 있다.

## 생애
그림 형제의 고향은 독일 헤센주 프랑크푸르트 인근의 하나우로, 형 야코프 그림은 1785년 1월 4일에 동생 빌헬름 그림은 1786년 2월 24일에 태어났다. 9남매 중 셋은 어려서 죽었다. 고향에서 목가적인 생활을 하던 그림 일가는 아버지가 1790년 한센 공 수하의 일자리를 얻어 도시로 이사하였다. 1796년 아버지가 사망하자 가족은 다시 하나우로 돌아왔으며 2년뒤 할아버지마저 사망하여 어머니와 그의 가족들은 이곳 저곳을 전전하였다. 어머니의 재혼으로 양아버지 밑에 있게 된 그림 형제는 후일 당시의 경험을 바탕으로 신데렐라 이야기를 쓰게 되었다는 해석이 있다. 그러나 이러한 의견은 그림 형제의 이야기가 전해오던 민담을 소재로 한 것이라는 점에서 신빙성이 떨어진다. 심슨과 라우드는 다음과 같은 이유로 이러한 해석을 부정한다.
| “ | 그림 형제는 채록한 이야기를 윤색하지 않고 그대로 출판하는 것을 원칙으로 하였다. 그들은 이야기가 교훈을 전달해야 한다고 생각하지 않았으며 전해온 그대로 기록되어야 가장 사실적인 이야기를 재현할 수 있다고 생각하였다. | ” |
|   | — 심슨, 라우드, 2000 |   |

토머스 오닐은 1999년 《네셔널 지오그래픽》12월 호에서 그림 형제의 작업에 대해 다음과 같이 설명하였다.
| “ | 학자들과 정신과 의사들은 그림형제의 매혹적이나 냉혹한 이야기를 접하면서 자꾸 "이게 무슨 뜻일까?"하고 묻는다. | ” |
|   | — 토머스 오닐, 1999                                                                                          |   |

그림 형제의 작업 방식을 보다 확실히 보여 주는 작품으로는 《열두 형제》를 들 수 있다.
그림 형제는 카셀의 프리드리히 김나지움을 졸업하고 마르부르크 대학교에서 수학하였다. 당시 마르부르크 대학교에는 프리드리히 카를 폰 사비니가 교수로 재직하고 있었으며 그림 형제는 그로 인해 과거에 대한 관심을 갖게 되었다. 그림 형제는 20대 초반부터 언어학과 문헌학을 연구하여 그림 법칙을 정립하였다. 그림 형제는 언어학의 자료로 삼기 위해 이야기들을 수집하였다. 연구의 부수적 자료로 수집한 이 이야기들은 삽시간에 유명해졌다.
1808년 야코프 그림은 베스트팔렌 왕국의 국왕이었던 제롬 보나파르트로부터 수석 언어학자의 칭호를 수여받았다. 1812년 그림 형제는 그 동안 수집한 이야기들을 묶어 첫 번째 이야기 집 《어린이와 가정을 위한 이야기》를 발간하였다. 이 이야기 책에는 그들이 농부와 마을 사람들로부터 전해들은 이야기들과 함께 다른 언어로 이미 출간되어 알려져 있던 샤를 페로의 이야기 같은 것들도 수록되었다. 야코프는 학문적 연구를 보다 중요시 한 반면 동생 빌헬름은 아동에게 알맞은 문학적 요소를 보다 강조하였다. 그들은 민속학과 원시 문학에도 관심을 보였다. 1816년 그림형제는 카젤의 도서관에 취직하였다. 그 후 2년간의 작업을 거쳐 그림형제는 독일의 전설과 초기 문학을 묶어 두 번째 이야기집을 펴냈다.
그림 형제는 그림 법칙을 비롯한 독일어 연구를 계속하였고 1830년 괴팅겐 대학교에 교수로 재직하게 되었다. 야코프는 1830년 괴팅겐 대학교의 언어학 교수이자 도서관장으로 취임하였고 빌헬름은 1835년 교수가 되었다.
1837년 그림형제와 괴팅겐 대학 5명의 교수들은 하노버 왕국의 에르네스트 아우구스투스 1세 가 자유 헌법을 철폐하려하는 것에 반대하는 청원을 제출하였다. 괴팅겐의 7인으로 불리는 이들은 이일로 인해 파면되었다. 이듬해인 1838년 프로이센 왕국의 초빙으로 그림 형제는 베를린으로 이주하였다.
말년의 그림 형제는 독일어 사전을 만드는 작업을 계속하여 1854년 출간하였다. 형 야코프는 평생 독신이었으며 동생 빌헬름은 헨리에테 도로세아와 결혼하여 4명의 자녀를 두었다. 도르트헨이란 애칭으로 불리던 빌헬름의 아내는 그림 형제와 빨간 두건을 함께 들으며 자란 소꿉 친구였다.
1859년 12월 16일 동생 빌헬름이 베를린에서 사망하였다. 형 아코프는 사전 제작 작업을 계속하다 1863년 11월 20일 사망하였다.

## 그림 동화
그림 형제는 1807년부터 민담을 수집하기 시작하였다. 그림 형제가 민담을 수집하게 된 데에는 루트비그 아힘 폰 아르님과 클레멘스 브렌타노의 영향이 컸다. 이들은 사비니교수의 집을 왕래하며 그림 형제와 친분을 쌓고 있었다. 1805년 아르님과 브렌타노가 독일 민요 모음집인 《소년의 마적》을 출간한 일은 그림 형제에게 큰 자극이 되었다. 사비니 교수의 추천으로 민요집 2권 작업에 참여하게 된 그림 형제는 1806년부터 방대한 양의 민요를 모았다. 그림 형제는 이 과정에서 민담에 관심을 갖게 되었고 1812년 그림 동화로 널리 알려진 《어린이와 가정을 위한 이야기》가 출간되게 되었다. 그림 동화는 대부분 독일 여러 지역에서 전해오던 민담이나 위그노의 구전 설화나 프랑스에서 전해온 이야기 등도 수록되어 있다. 기독교 신자였던 그림 형제는 민담을 모으면서 몇몇 이야기의 소재에 대해 "격노" 하였다고 한다.
한편 이탈리아에서는 중세 말부터 이미 그림 형제의 동화집과 같은 "중산층" 가정을 위한 동화집이 유행하고 있었다. 그림 형제는 《어린이와 가정을 위한 이야기》 서문에서 수록된 대부분의 이야기가 헤센주에서 수집된 것이라 밝히고 있으나 그림 동화가 온전히 독일의 고유한 문화적 소산의 결과라 할 수는 없다. 그림 형제보다 100년 전에 이미 프랑스에서는 샤를 페로가 《옛날이야기와 교훈》을 발표하였고 그림 동화에 실린 이야기 가운데 8편이 페로의 것과 유사하다. 또한 그림 형제의 민담 수집에 많은 도움을 주었던 도로테아 피만은 프랑스 위그노의 후손이었다.
1812년 그림형제는 86 편의 이야기를 담은《어린이와 가정을 위한 이야기》초판을 출간하였고 1814년 70 편의 이야기를 추가하여 156편으로 구성된 증보판을 출간하였다. 1816년과 1818년에는 585 편의 전설을 수록한 《독일 전설》을 출간하였다. 《독일 전설》에 수록된 많은 이야기들은 각 종 연대기의 기록과 관련이 있으며, 드베르그, 거인, 괴물과 같은 가공의 생명체들이 등장한다. 그러나, 《독일 전설》은 동화집에 비해 널리 알려져 있지는 않다.
그림 형제는 1819년부터 1822년까지 보다 많은 민담을 수집하여 170여 편을 수록한 《어린이와 가정을 위한 이야기》2판을 출간하였다. 그림 형제가 살아있는 동안 이 동화집은 제 5판까지 증보되었다.
그림 형제가 수록한 민담이 담고 있는 내용이 어린이에게 어울리지 않는다는 견해는 줄곧 있어왔다. 한편, 전해오는 이야기에 등장하는 페어리를 모두 마녀로 기술한 점이나 모든 프린스(영어: prince)는 왕의 아들(즉,왕자)로, 모든 프린세스(영어: princess)는 왕의 딸(즉, 공주)로 등장시키고 있는 점 등은 이 동화집이 독일의 실정을 제대로 반영하지 못한다는 비판의 근거가 되었다.
독일의 민담을 수집한 전례로는 이미 1780년대 요한 카를 아우구스트 무샤우스의 작품이 있었다. 그러나, 무샤우스의 작품은 수록량도 적고 대중에게 알려지지도 않았다. 방대한 규모의 독일 민담을 채집하고 이를 대중적으로 널리 알린 것으로는 그림 형제의 동화집이 최초라 할 수 있다.

## 책 소개
- 그림 형제, 한미희 역, 그림 형제 동화집 1, 비룡소, 2005, ISBN 89-491-9041-9
- 그림 형제, 김열규 역, 그림 형제 동화 전집 2(성인용), 현대지성사, 1998, ISBN 89-8347-709-1

## 주해
1. ↑  영국의 조지 3세의 아들이다. 하노버 왕국은 오랫동안 영국의 왕이 군주를 겸임하였다.
2. ↑  아르님은 클레멘스 브렌타노의 처남이기도 하다.
3. ↑  중세 이래 독일은 수많은 공국(영어: princedom)으로 나뉘어 있었으며, 독일의 공(프린스)은 실제 독립된 주권을 가진 군주였기 때문에 프린스를 왕의 아들로 등장시키는 것은 독일보다는 오히려 프랑스의 사정에 어울린다.

## 같이 보기
- 한스 크리스티안 안데르센
- 샤를 페로
- 잠바티스타 바실레

## 참고 문헌
- Alister, Ian; Hauke, Christopher, eds. (1998), Contemporary Jungian Analysis, London: Routledge, ISBN 0-415-14166-4
- Michaelis-Jena, Ruth (1970), The Brothers Grimm, London: Routledge & Kegan Paul, ISBN 0-7100-6449-7
- Simpson, Jacqueline; Roud, Steve (2000), A Dictionary of English Folklore, Oxford University Press, ISBN 0-19-210019-X
- Tatar, Maria (1987), The Hard Facts of the Grimms' Fairy Tales, Princeton University Press, ISBN 0-691-06722-8
- Tatar, Maria (2004), The Annotated Brothers Grimm, W.W. Norton & Co, ISBN 0-393-05848-4
- Zipes, Jack (1988), The Brothers Grimm, Routledge Kegan and Paul, ISBN 0-416-01911-0
- Zipes, Jack (1998), When Dreams Came True: Classical Fairy Tales and Their Tradition, Routledge, ISBN 0-415-92151-1
- Zipes, Jack (2002), The Brothers Grimm: From Enchanted Forests to the Modern World, Palgrave MacMillan, ISBN 978-0-312-29380-2
- 이민수, 그림동화의 숨겨진 진실, 예담, 2006, ISBN 89-5913-120-2